# Juhos János
Juhos János (Nyírvasvári, 1845. július 9. – Budapest, 1898. április 18.) jogi doktor, ügyvéd.

## Életútja
Középiskolai tanulmányait Nagykárolyban, Szatmáron és Szegeden, az egyetemet Pesten 1869-ben végezte. Ugyanezen évben a földművelés-, ipar és kereskedelemügyi minisztériumba neveztetett ki segédfogalmazóvá, 1874-ben miniszteri fogalmazóvá. 1885-ben a fiumei tengerészeti hatósághoz osztották be, ahol 1888-ig tengerészeti ügyekben másodfokban működött. Ezután ügyvéd volt Budapesten.
Cikkei a Szegedi Hiradóban (1868. Az 1868. júl. 14. országos közgazdasági enquete eredményei, cikksorozat); a Századunkban (1868. Földmíves, avagy ipariskolák állítandók-e fel); a Gazdasági Lapokban (1868); közgazdasági és statisztikai cikkek a Pesti Naplóban (1871-72); a Nemzetben (1871-72); a Szegedi Naplóban (1874); a Felső-Torontálban (1888-92); a Vasárnapi Ujságban (1893. A «Stefania» gőzös elsűlyedése.)
Jegye: (-s.) a Pesti Naplóban, Nemzetben és a Szegedi Naplóban.

## Munkái
- A magyar korona országainak Helységnévtára. Szeged, 1882.
- A magyar korona országai s Bosznia és Herczegovina Helységnévtára. Budapest, 1888.